# 豬圈

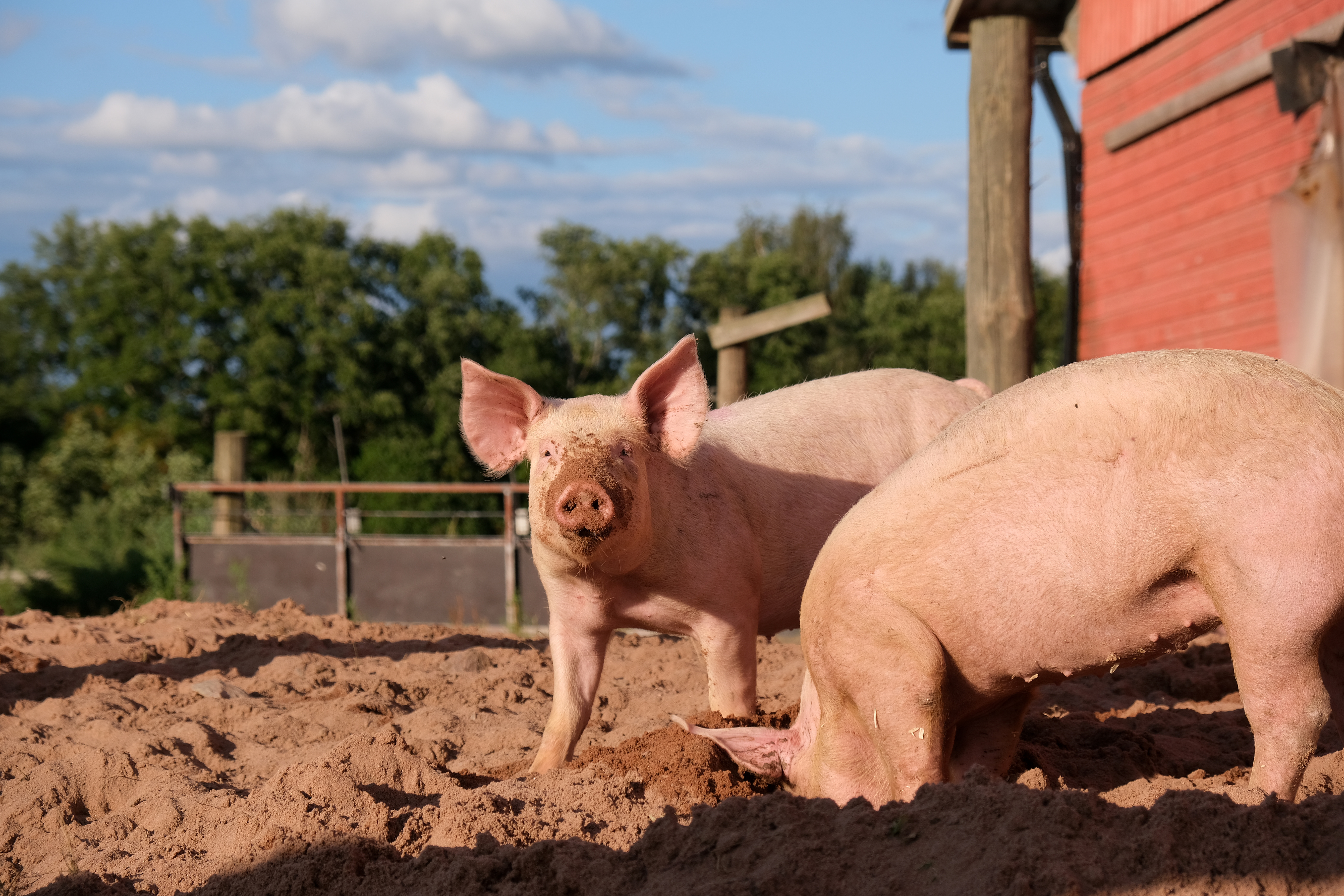
芬兰萬普拉地區豬圈內的豬隻

豬圈是一種用以飼養家豬的圍場，一般而言，豬圈是一個以圍籬圍起來且內部充滿泥巴的場地。就如很多和豬有關的單詞一樣，「豬圈」一詞也有負面的意涵，人們有時會以「豬圈」一詞來形容環境髒亂的地方；然而豬在事實上並不是一種骯髒的動物，豬圈之所以髒亂，有以下的理由：
- 豬是一種貪吃的動物，因此會把圍籬內的所有食物都給吃光，直到沒有東西可以控制土壤侵蝕為止。
- 豬天生就會拔圍籬裡的草、挖掘圍籬裡面的土壤以尋找食物，這使得圍籬內的土壤四處噴濺。
- 豬沒有辦法透過流汗來調節體溫，[2]這表示人們必須給豬隻水以及泥巴，以讓豬隻可藉此調節體溫。

大規模養豬用的圍場稱作養豬場（hog lot），和在混養各種動物的家庭農場所見的豬圈不同，養豬場通常見於專門養豬的設施當中；另外，會限縮活動自由和運動空間的養豬圍場稱作豬欄（boar-stall），根據一些專家的說法，活動自由受限會導致可體松濃度上升。

## 家庭農場的豬圈
家庭農場的豬圈是在二十世紀早期時，在家庭農場上可見的小規模養豬系統；然而時至今日，在自家庭院養豬的做法依舊可見。通常家庭農場的豬圈只有養幾頭供自家肉用的豬。在冰箱發明前，一些家庭農場以自家養的豬作為一整年主要的肉和脂肪的來源；而有雇請佃農的家庭可能會有好幾個豬圈。
家庭農場的豬圈和現代美國平均豢養大約兩千頭豬的大規模養豬場非常不同，在現代，最大的養豬場甚至會養數十萬隻豬。

## 豬圈
將豬養在戶外會造成問題，然而小規模的家庭農業有辦法應付這些問題；特別地，豬隻在高溫下，會面臨「熱壓力」，這是因為豬沒有汗腺排汗以自然冷卻身體所致。
為使身體得以冷卻，豬需要有水或者泥坑，在沒有水或者泥坑的狀況下，豬必須在自己的排泄物中打滾，而一般的狀況下，豬是會避開自己的排泄物的；豬不會在豬圈中到處大小便，而會將特定的角落作為自己的「廁所」。在理想的狀況下，一個水泥做的且裝水的泥坑有助豬隻冷卻身體；另外，也可考慮給豬隻提供蔭涼處，而粉紅色的豬特別容易曬傷。
很多家庭農場的豬圈是以方便取得的免費材料湊合建造，這些豬圈的大小往往很小，以節省建材和需要的做工。

## 豬食
在歷史上，家庭農場給豬隻餵食不適合拿來賣或給自家吃的穀物、水果和蔬菜，來自餐廳的廚餘或農夫市場上的過期農產品也常常被拿來加入豬飼料。在現代，提供廚餘給豬隻為食物的做法被認為有致病風險，而這作法在很多國家因為被認為是「餵豬吃肉」而被禁止；另外人們也可能會餵豬吃和牛奶與水混合的小麥粗粉或玉米粉製成的飼料。
在過去，人們會讓豬隻進入農田和果園中覓食，這樣的覓食行為可能會導致土壤侵蝕和逕流，但家庭農場小規模的本質，讓這樣的問題不致發生。

## 圖片集

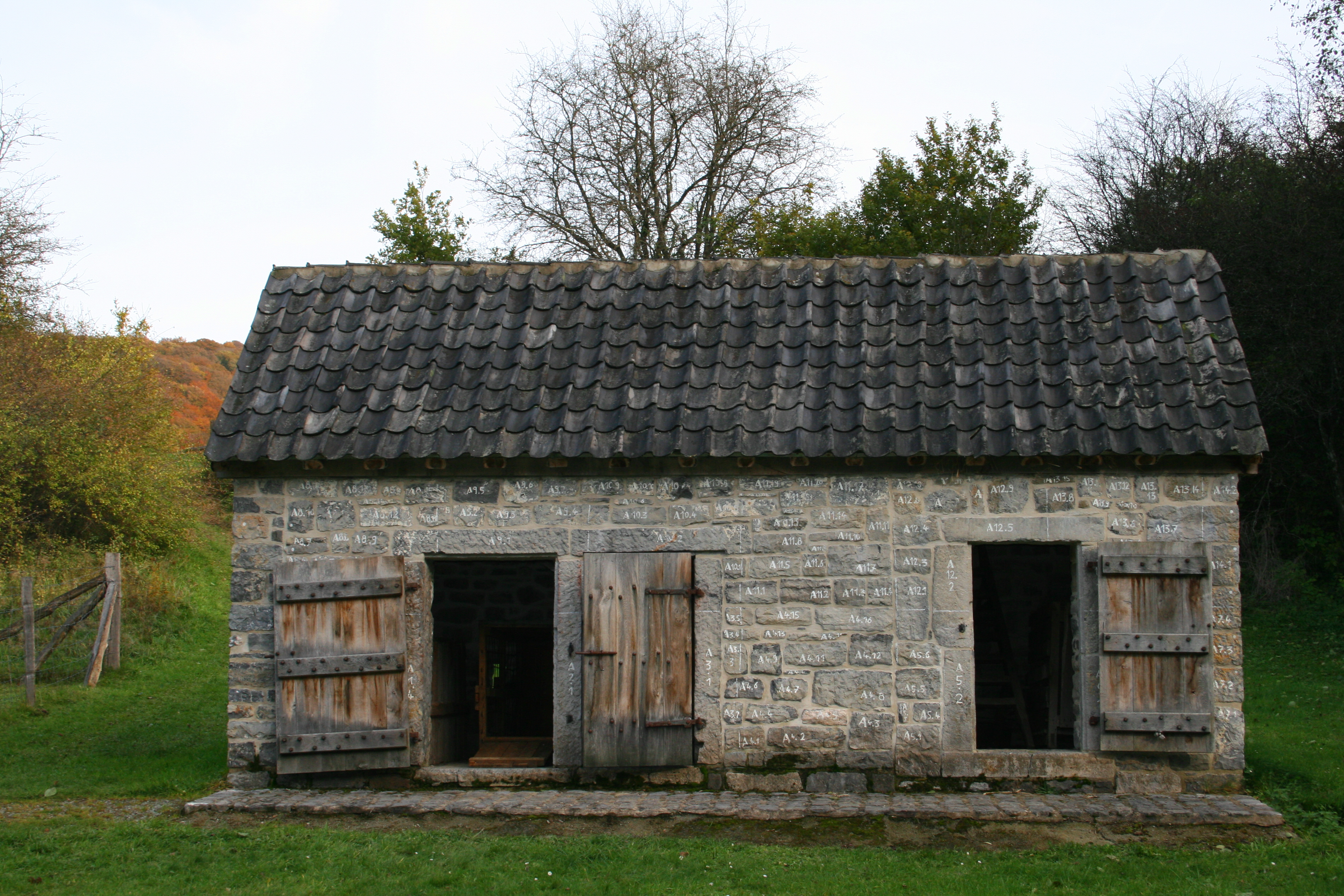
比利時瓦隆大區圣于贝尔鄉村生活博物館（Museum of Country Life）裏的豬圈
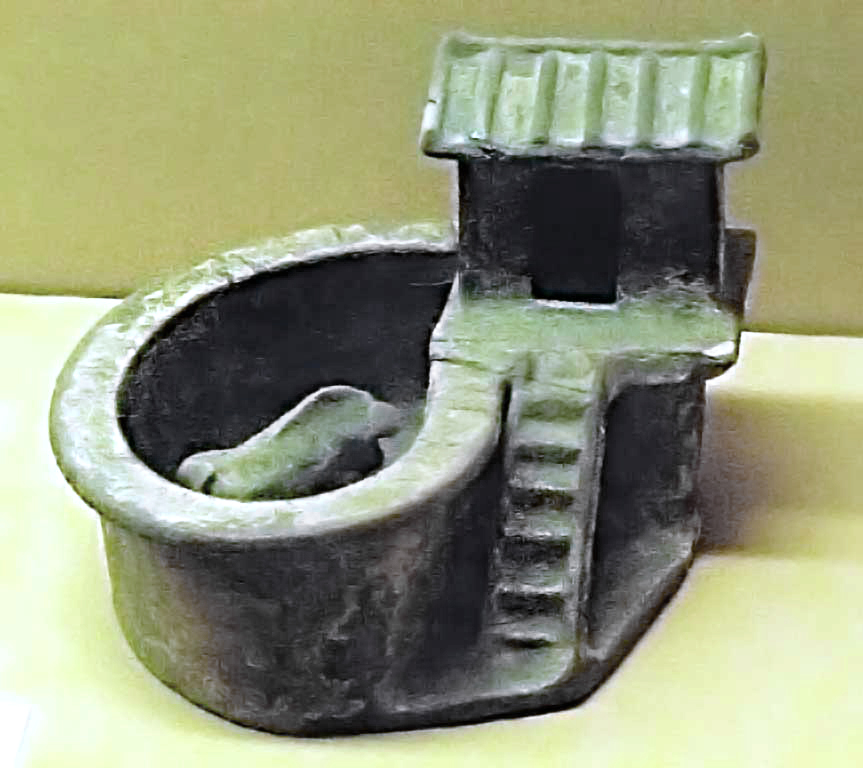
中國東漢時期的豬廁的模型。
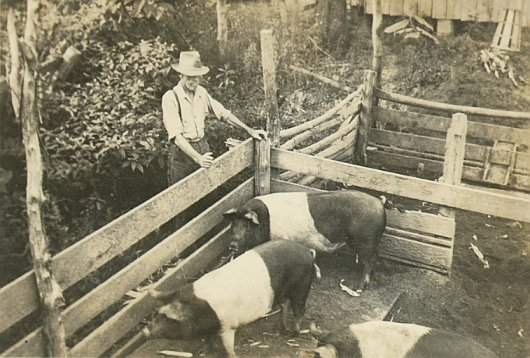
養著汉普夏猪的家庭農場豬圈
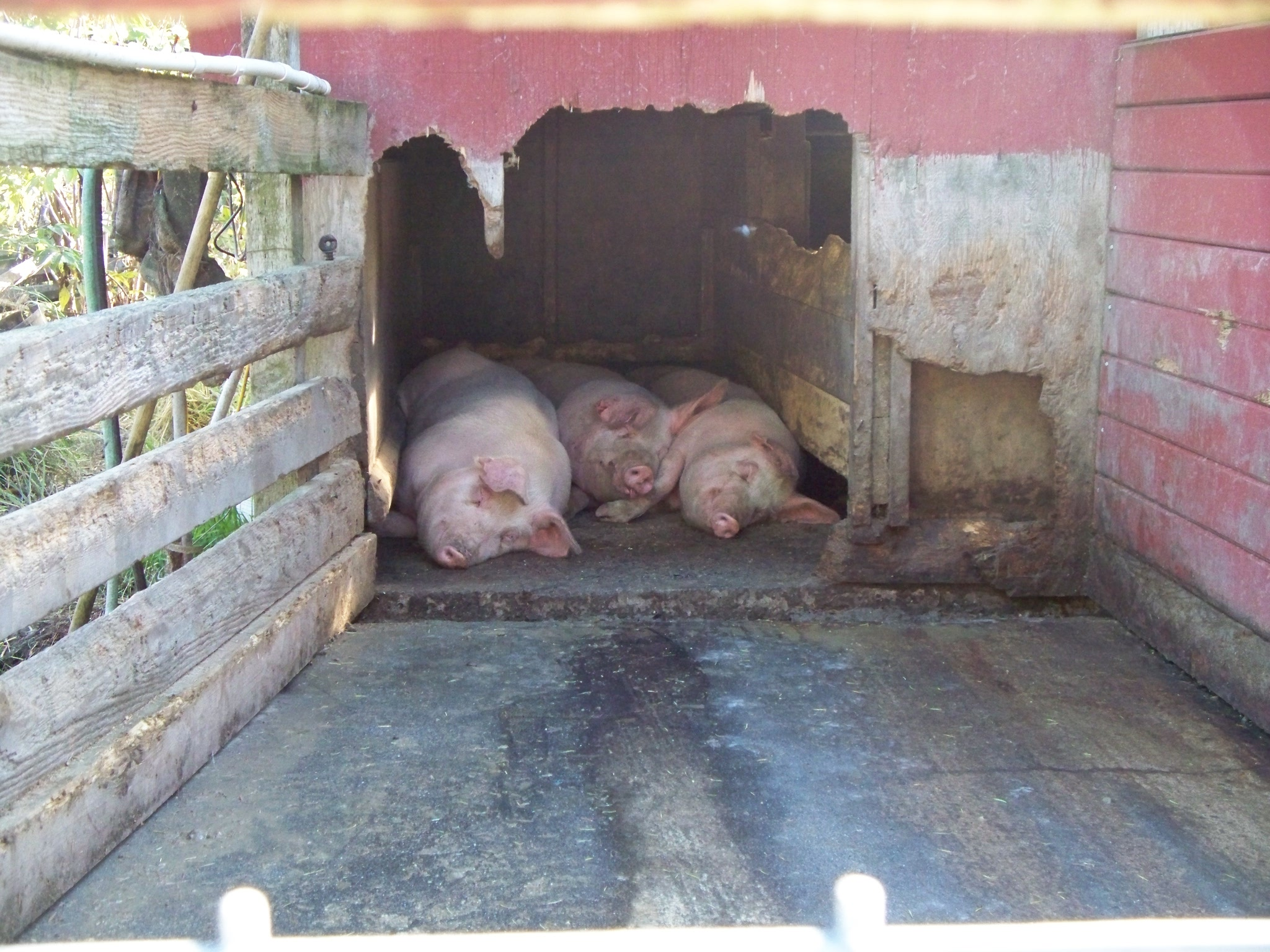
三隻在睡覺的豬
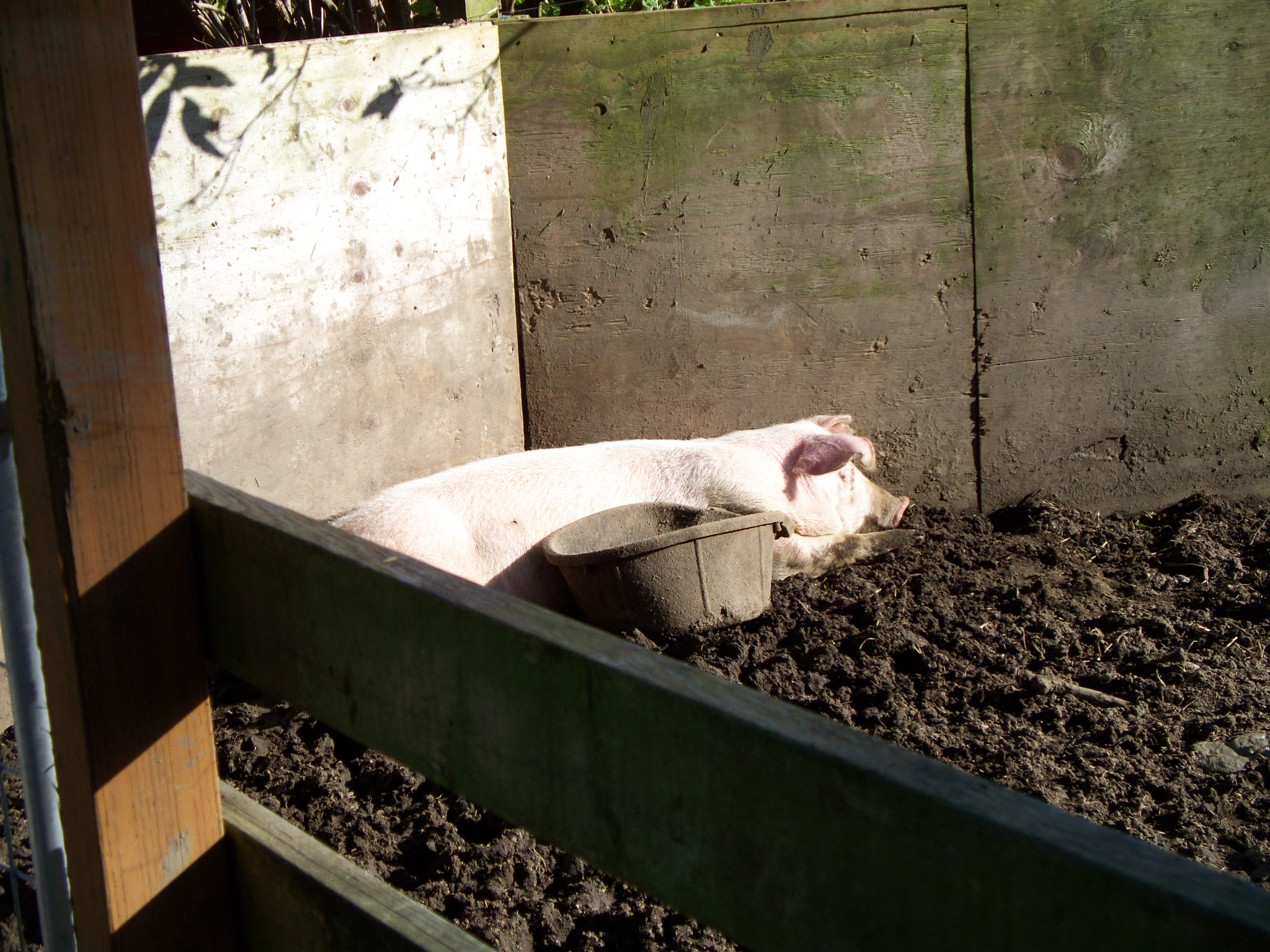
睡覺中的豬，一旁有一個污水桶
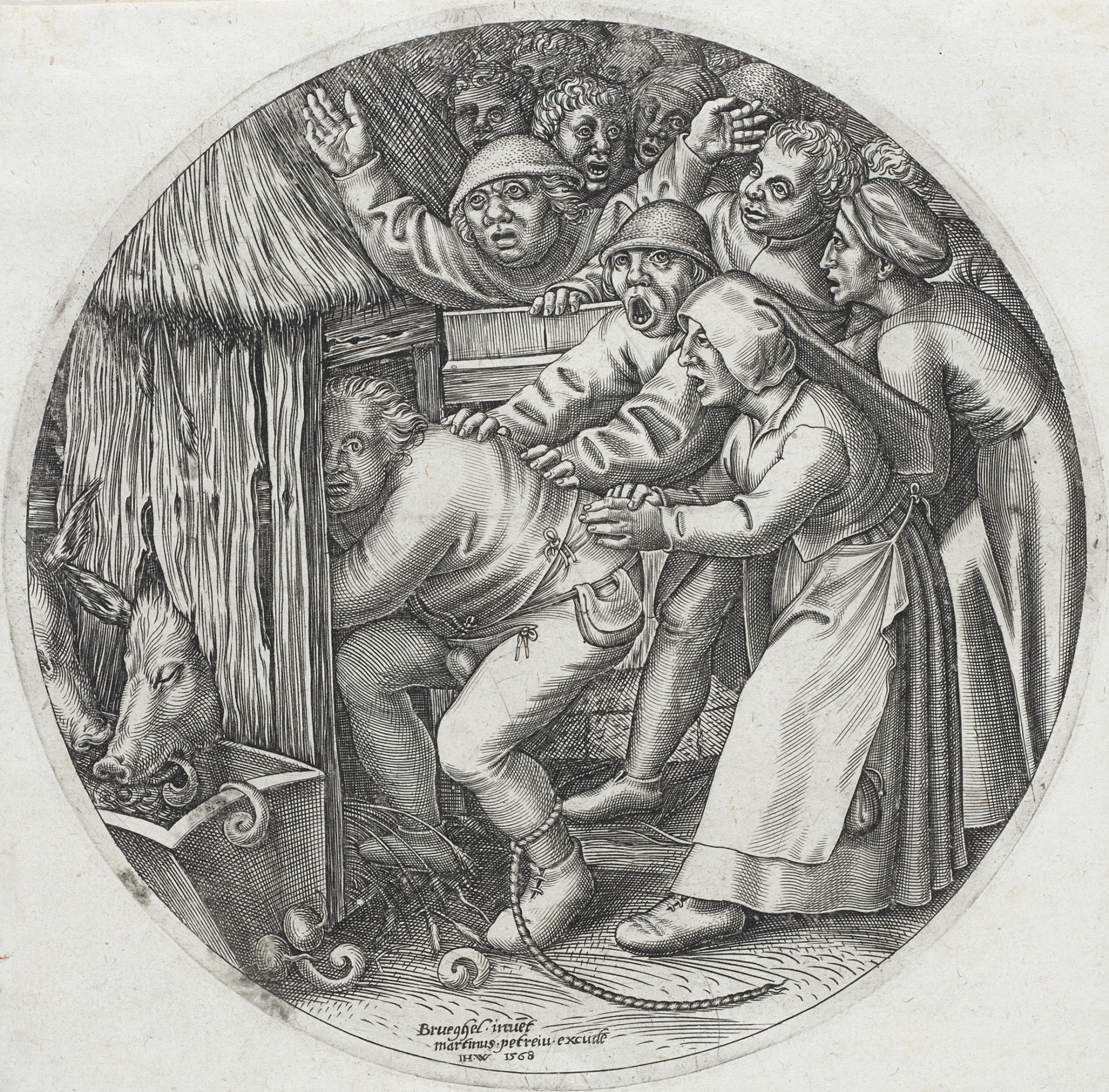
《被推入豬圈的醉農》，由Johan Wierix於1568年繪製

## 參照
1. ↑  . 教育部重編國語辭典修訂本.   [2020-09-03]. （原始内容存档于2021-04-21）.
2. ↑  Bracke, M.B.M. . Applied Animal Behaviour Science. June 2011, 132 (1): 1–13. doi:10.1016/j.applanim.2011.01.002.[]